# Parosphromenus allani
Паросфромен Алана (Parosphromenus allani) — тропічний прісноводний вид риб з родини осфронемових (Osphronemidae), підродина макроподових (Macropodusinae). Походить зі Східної Малайзії.
Перший імпорт виду здійснили Барбара та Алан Браун (англ. Barbara and Allan Brown) 1986 року. Наступного року відкривачі опублікували в акваріумному журналі Aquarist and Pondkeeper повідомлення, яке містить лише обмежену діагностичну інформацію, а повноцінний опис виду так і не був зроблений. Свою назву вид отримав на честь Алана Брауна (англ. Allan Brown).
На заході Сараваку, в басейні річки Стунганг (малай. Sungai Stunggang), існує ще одна популяція паросфроменів, яка відрізняються від P. allani з округу Сібу (малай. Sibu) деталями забарвлення хвостового та анального плавців. Західна популяція відома акваріумістам як P. sp. ‘Stunggang’, P. aff. allani ‘Stunggang’ або P. sp. ‘Lundu’. 2020 року вона була описана як новий вид Parosphromenus barbarae.

## Опис
Риби мають міцну статуру. Максимальна загальна довжина 3,5-4 см. У спинному плавці 11-13 твердих і 5-6 м'яких променів (всього 16-19), в анальному 12-13 твердих і 8-11 м'яких (всього 21-22).
Забарвлення самців і самок схоже, але в самок воно значно слабше. Малюнок на тілі складається з рядів темних (коричневих) та світлих смуг, що чергуються.
Самець у нерестовому наряді має різнобарвні непарні плавці, малюнок складається з широкої темної червоно-коричневої смуги біля основи, далі вужчої блакитної смуги, чорної смуги вже ближче до краю та біло-блакитної облямівки. Впадає у вічі темна пляма розташована в центрі хвостового плавця. Характерною ознакою виду також є чорна, в світлому оточенні пляма на спинному плавці.
Подібність з іншими паросфроменами є низькою, оскільки характерне забарвлення плавців важко сплутати з іншими видами.

## Поширення
Зустрічається на півночі острова Калімантан, на заході малайзійського штату Саравак. Обмежується зоною торфових болотних лісів. Живе в чорноводних водоймах, показники води: pH 4,5-6,2, твердість до 5 °dH, температура 20-24 °C.

## Утримання в акваріумі
В акваріумах паросфромен Алана відомий з 1986 року, але через свою рідкісність цей привабливий вид лишається мало відомим. В торгівлі акваріумними рибами він відсутній, лише іноді завозиться у приватний спосіб.
Умови утримання є типовими для представників роду Parosphromenus. Для пари достатньо акваріума місткістю 15-20 л. Рекомендується м'яка або навіть дуже м'яка вода зі значеннями pH від 4,5 до 6; для розведення показник pH має становити 4,2-5. Через кілька поколінь утримання цих риб в акваріумі виникли проблеми з плідністю та стали виникати карликові популяції.